# Comunità Montana Ingauna
Die Comunità Montana Ingauna ist eine Comunità montana in der norditalienischen Region Ligurien und gehört politisch zu der Provinz Savona. Zu der Verwaltungsgemeinschaft gehören die 20 Gemeinden Alassio, Albenga, Andora, Arnasco, Castelbianco, Castelvecchio di Rocca Barbena, Casanova Lerrone, Ceriale, Cisano sul Neva, Erli, Garlenda, Laigueglia, Nasino, Onzo, Ortovero, Stellanello, Testico, Vendone, Villanova d’Albenga und Zuccarello.
Verwaltungssitz der Comunità montana ist Albenga.
Das Territorium der Comunità Montana Ingauna umfasst das Val Merula (Stellanello und Testico), das Val Lerrone (Casanova Lerrone, Garlenda und Villanova d’Albenga), das Valle Arroscia (Arnasco, Onzo, Ortovero und Vendone), das Valle Pennavaira (Castelbianco und Nasino), das Val Neva (Castelvecchio di Rocca Barbena, Cisano sul Neva, Erli und Zuccarello) und Abschnitte der Riviera di Ponente (Alassio, Albenga, Andora, Ceriale und Laigueglia).